# يونكرز جي.38
يونكرز جي.38 (بالإنجليزية: Junkers G.38)‏ كانت طائرة رحلات ونقل كبيرة ذات أربع محركات ألمانية، طارت لأول مرة في عام 1929.. شيد منها طائرتان فقط في ألمانيا. طارت كلتا الطائرتين واستخدمت كوسيلة للنقل التجاري داخل أوروبا في السنوات التي سبقت الحرب العالمية الثانية.
خلال ثلاثينيات القرن العشرين، كان التصميم مرخصا لشركة ميتسوبيشي، التي شيدت وحلقت ما مجموعه ست طائرات، في تكوين قاذفة قنابل / نقل عسكري، والمعرفة بتسمية كي -20.
حملت الطائرة جي.38 طاقمًا مكونًا من سبعة أفراد. كانت الميكانيكي الموجود على متن الطائرة قادرة على خدمة المحركات خلال الرحلة حيث وفر تصميم جناح جي.38 المخلوط، القدرة لوصول الميكانيكي إلى جميع المحركات الأربعة.

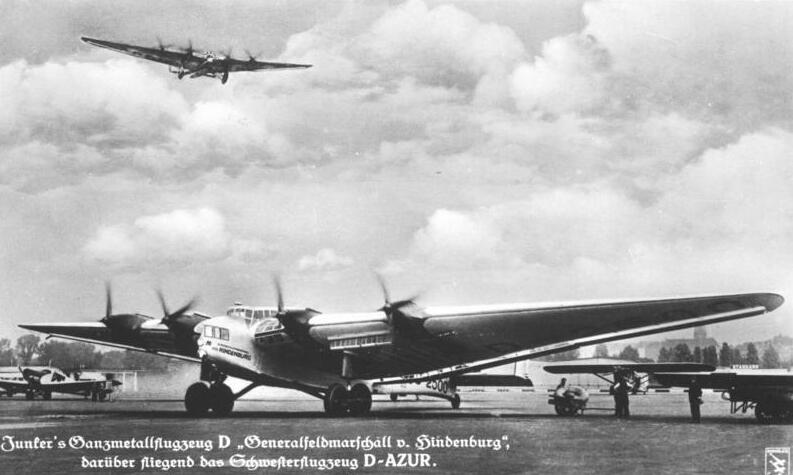
Junkers G 38s.

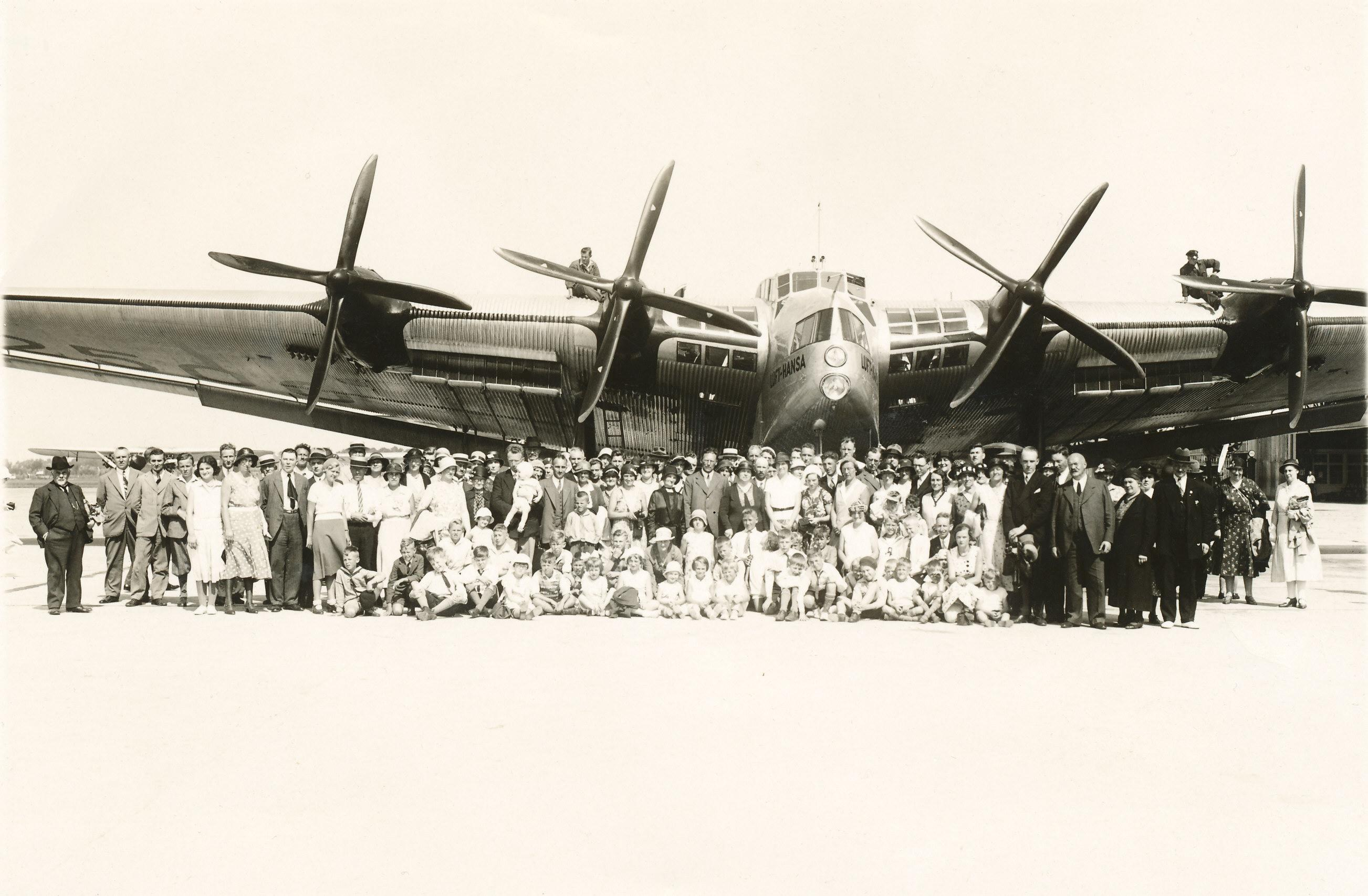
D-2500 at مطار سخيبول أمستردام, showing the windows of the wing cabins

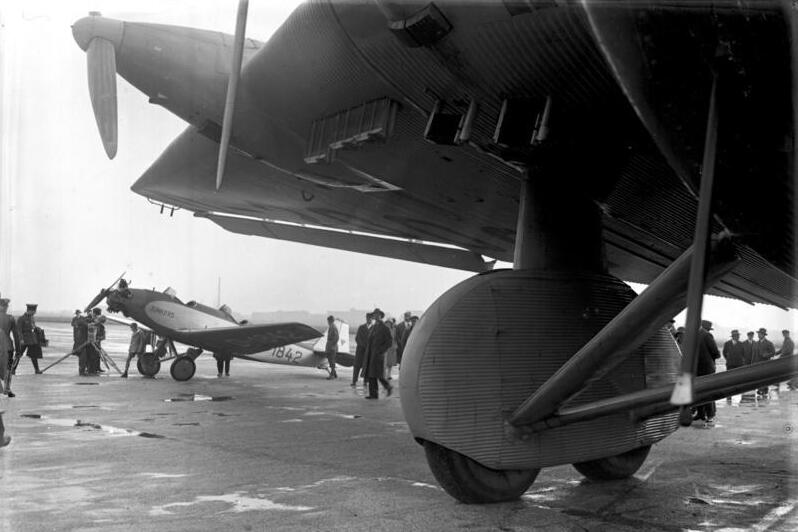
First prototype at مطار برلين تمبلهوف showing spatted tandem main wheels, the aileron section of the "double wing" and—most unusually—retractable oil and water radiators

## مواصفات (G.38 1929)
الخصائص العامة
- طاقم: 7
- سعة: 30 (D-2000/D-AZUR) and 34 (D-2500/D-APIS) passengers[3]
- طول: 23.21 م (76 قدم 2 بوصة) [3]
- باع الجناح: 44 م (144 قدم 4 بوصة)
- ارتفاع: 7.2 م (23 قدم 7 بوصة) [1]
- مساحة الجناح: 290 م2 (3,100 قدم2) [1]
- الوزن فارغة: 14,920 كـغ (32,893 رطل) [3]
- الوزن الإجمالي: 24,000 كـغ (52,911 رطل)
- وزن الإقلاع الأقصى: 21,240 كـغ (46,826 رطل) [1][3]
- محركات: 2 × Junkers L55 V-12 water-cooled piston engines inboard
- محركات: 2 × Junkers L8a six-cylinder, water-cooled, in-line piston engines, 308 كـو (413 حصان)  الواحد at take-off, outboard
- مراوح: 2-ريشة wooden fixed pitch propellers outboard, 4-bladed wooden fixed pitch propellers inboard

أداء
- السرعة القصوى: 225 كم/س (140 ميل/س؛ 121 عقدة) [4]
- سرعة العبور: 175 كم/س (109 ميل/س؛ 94 عقدة)
- مدى: 3,460 كـم (2,150 ميل؛ 1,868 nmi) [4]
- سقف الخدمة: 3,690 م (12,106 قدم) [4]

## مشغلون
- جمهورية فايمار
  - الخطوط الجوية الألمانية هانزا
- ألمانيا النازية
  - سلاح الجو الألماني (الرايخ الثالث)